# Reconstrucción mamaria

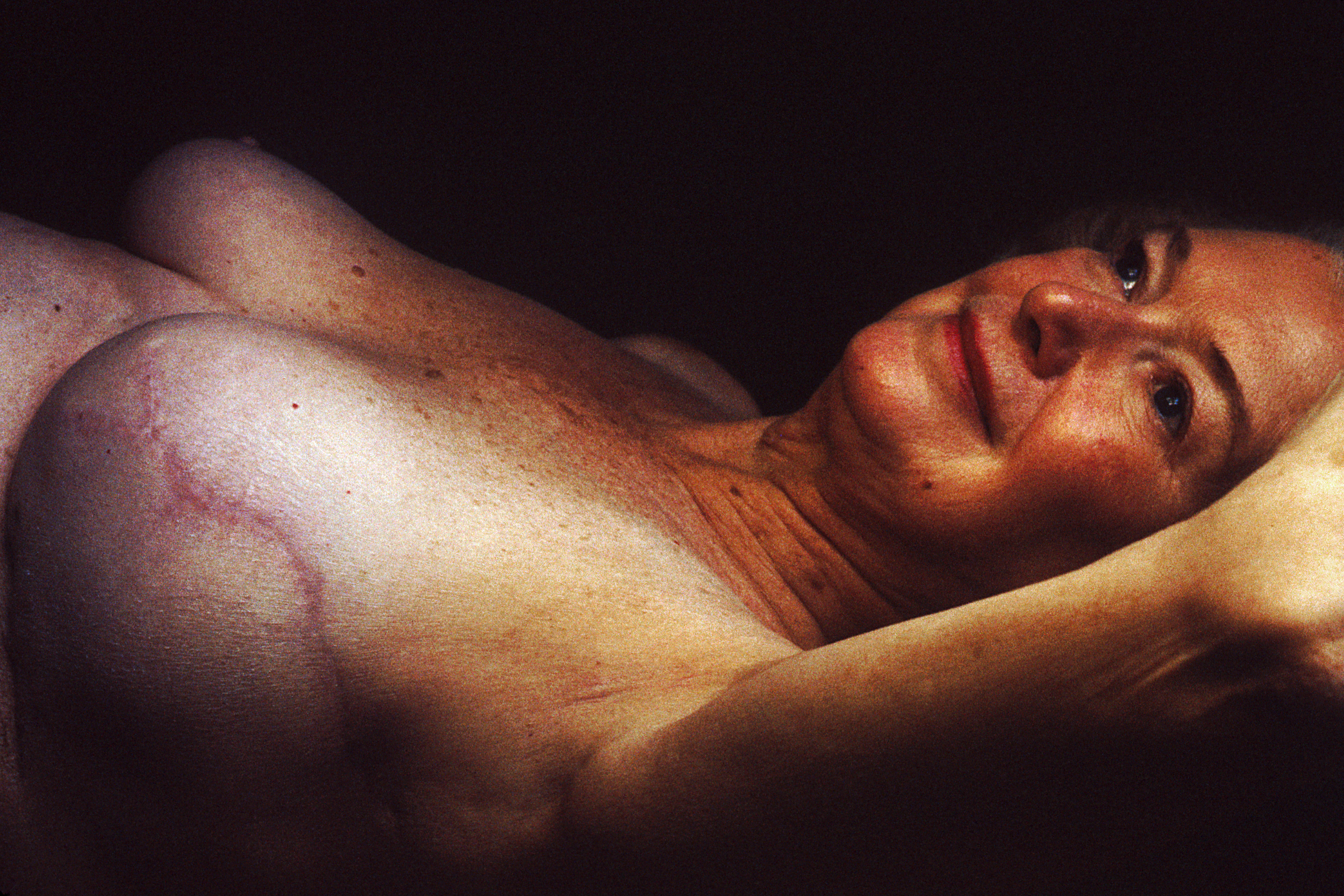
Resultado de la reconstrucción mamaria después de una mastectomía. Desaparición del pezón y una visible cicatriz.

La reconstrucción mamaria como su nombre lo dice, es la reconstrucción de uno o ambos senos, generalmente en las mujeres. Se utiliza tejido autólogo o prótesis para construir una mama de aspecto natural. A menudo esto incluye la reformación de la areola y el pezón. Este procedimiento implica el uso de implantes mamarios o solapas de tejido reubicable del mismo paciente.

## Análisis
La parte principal del procedimiento suele llevarse a cabo inmediatamente después de la mastectomía. Como con muchas otras cirugías, los pacientes con comorbilidades médicas significativas como son (presión arterial alta, obesidad, diabetes) y fumadores son candidatos de mayor riesgo. Los cirujanos pueden optar por realizar la reconstrucción despise de un plazo para disminuir este riesgo. Hay poca evidencia disponible de estudios aleatorios para favorecer la reconstrucción inmediata o tardía. La tasa de infección puede ser mayor con la reconstrucción primaria (hecho al mismo tiempo que la mastectomía), pero hay beneficios psicológicos y financieros al tener una sola reconstrucción primaria. Los pacientes que se esperan recibir radioterapia como parte de su tratamiento adyuvante son comúnmente considerados para una tardía reconstrucción autóloga debido al mayor porcentaje de complicaciones con las técnicas de implante expansor de tejidos en esos pacientes. Esperar de seis meses a un año puede disminuir el riesgo de complicaciones, sin embargo, este riesgo siempre será mayor en los pacientes que han recibido radioterapia.
La reconstrucción mamaria diferida se considera más difícil que la reconstrucción inmediata. Con frecuencia no solo el volumen del seno necesita ser restaurado, sino también la superficie de la piel. Muchos pacientes sometidos a reconstrucción mamaria diferida han sido previamente tratados con radiación o han tenido un fallo durante la reconstrucción inmediata de la mama. En casi todos los casos de reconstrucción mamaria tardía, el tejido debe ser tomado de otra parte del cuerpo para formar la nueva mama.
La reconstrucción mamaria es un gran procedimiento quirúrgico que por lo general toma varias operaciones. A veces estas cirugías de seguimiento están repartidas en semanas o meses. Si se utiliza un implante, el individuo corre los mismos riesgos y complicaciones como aquellos que los utilizan para el aumento de senos, sin embargo este procedimiento clínico tiene las tasas más altas de contractura capsular (endurecimiento del tejido cicatricial alrededor del implante) y de cirugías de revisión.
Resultados de la investigación sobre la calidad de las mejoras de vida y los beneficios psicosociales asociados con la reconstrucción mamaria sirvió de estímulo en Estados Unidos para La ley de derechos en Salud de la Mujer y Cáncer 1998 , la cual estipula que la cobertura financiera de los servicios de salud para la reconstrucción de la mama y el pezón, procedimientos contralaterales para lograr la simetría, y el tratamiento de las secuelas de la mastectomía debe ser pagada por el estado. Esto fue seguido en 2001 por una ley que impone sanciones adicionales sobre las aseguradoras que no cumplan las normas. Existen disposiciones similares para la cobertura en la mayoría de países de todo el mundo a través de los programas nacionales de salud.

## Técnicas
Existen diversos tipos de reconstrucción mamaria. Los dos más comunes son:

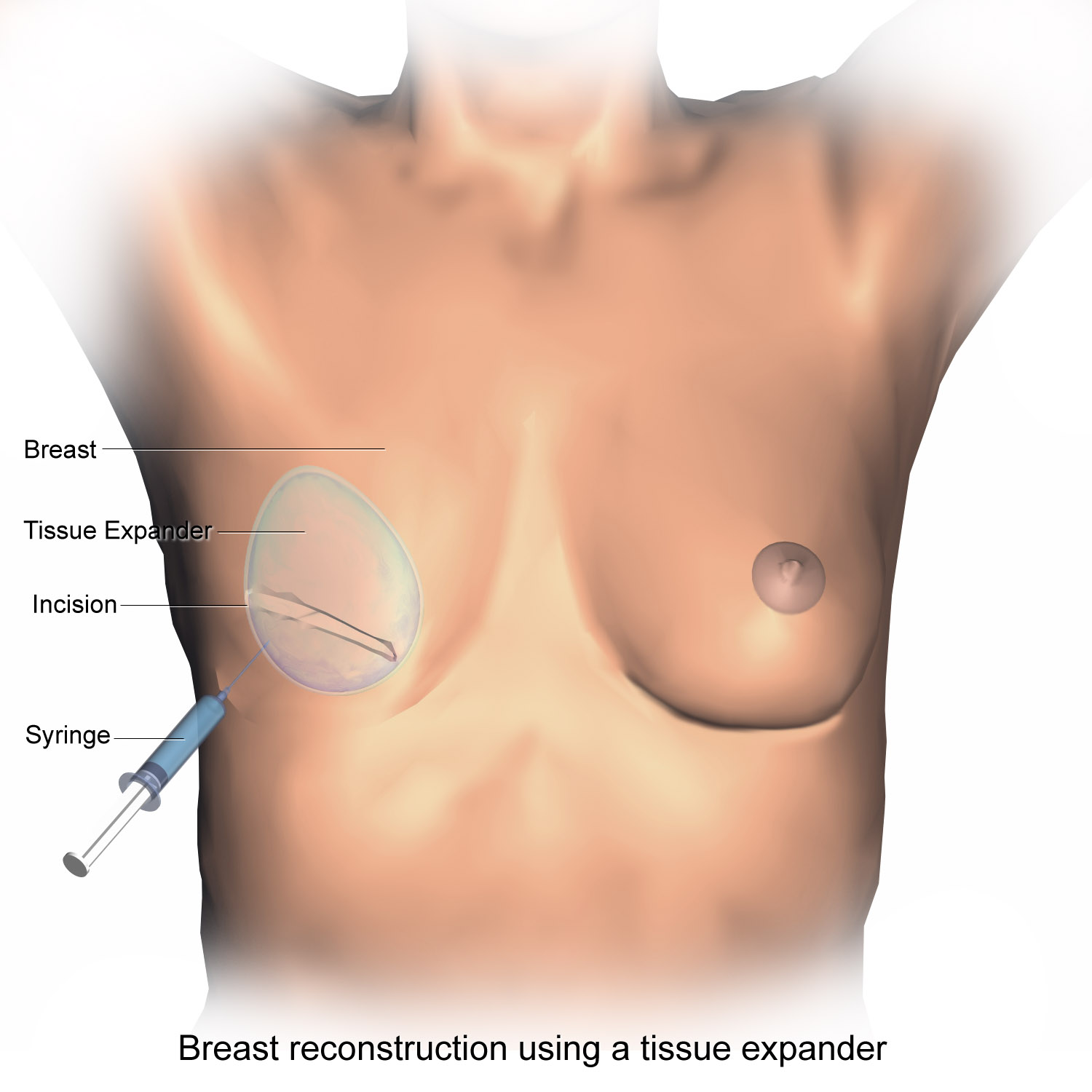
Reconstrucción mamaria usando un expansor de tejido.

- Expansor de tejido-implantes de mama: Esta es la técnica más usada en el mundo. El cirujano inserta un expansor de tejido, un implante de silicón temporal, por debajo del bolsillo ubicado en la parte baja del músculo mayor pectoral en la caja torácica. Los músculos pectorales pueden ser liberados a lo largo de su borde inferior, para que el Expansor tenga más espacio a expensas de una cobertura más delgada en el tejido blando inferior. El uso de injertos a celulares dérmicos humanos o animales se han descrito como un parche onlay para aumentar la cobertura del implante cuando se suelta el músculo pectoral, que pretende mejorar tanto los resultados funcionales y estéticos de la reconstrucción de la mama mediante un implante-expansor.[5][6]
  - Es un proceso que puede durar semanas o meses, se inyecta una solución salina  para ampliar progresivamente el tejido de superposición. Una vez que el expansor ha alcanzado un tamaño aceptable, puede ser eliminado y reemplazado con un implante más permanente. La reconstrucción de la areola y el pezón se realiza generalmente en una operación separada después de que la piel se ha estirado a su tamaño final.

- Reconstrucción con Parche: Es el segundo procedimiento más común, utiliza tejido de otras partes del cuerpo del paciente, como la espalda, los glúteos, los muslos o el abdomen. Este procedimiento se puede realizar dejando el tejido del donante conectado al sitio original para conservar su suministro de sangre (los vasos son un túnel por debajo de la superficie de la piel para el nuevo sitio) o puede ser cortados y un nuevo suministro de sangre se pueden conectar.

- El parche de aleta dorsal del músculo dorsal es el tejido donado en la parte posterior. Es un músculo plano de gran tamaño que se puede emplear sin pérdida significativa de la función. Se puede mover en la dirección de mama, mientras que todavía está unido a su suministro de sangre debajo de la axila Una aleta dorsal se utiliza normalmente para la cobertura de partes blandas sobre un implante subyacente. Suficiente volumen puede ser reclutado en ocasiones reconstruir pechos pequeños sin un implante.

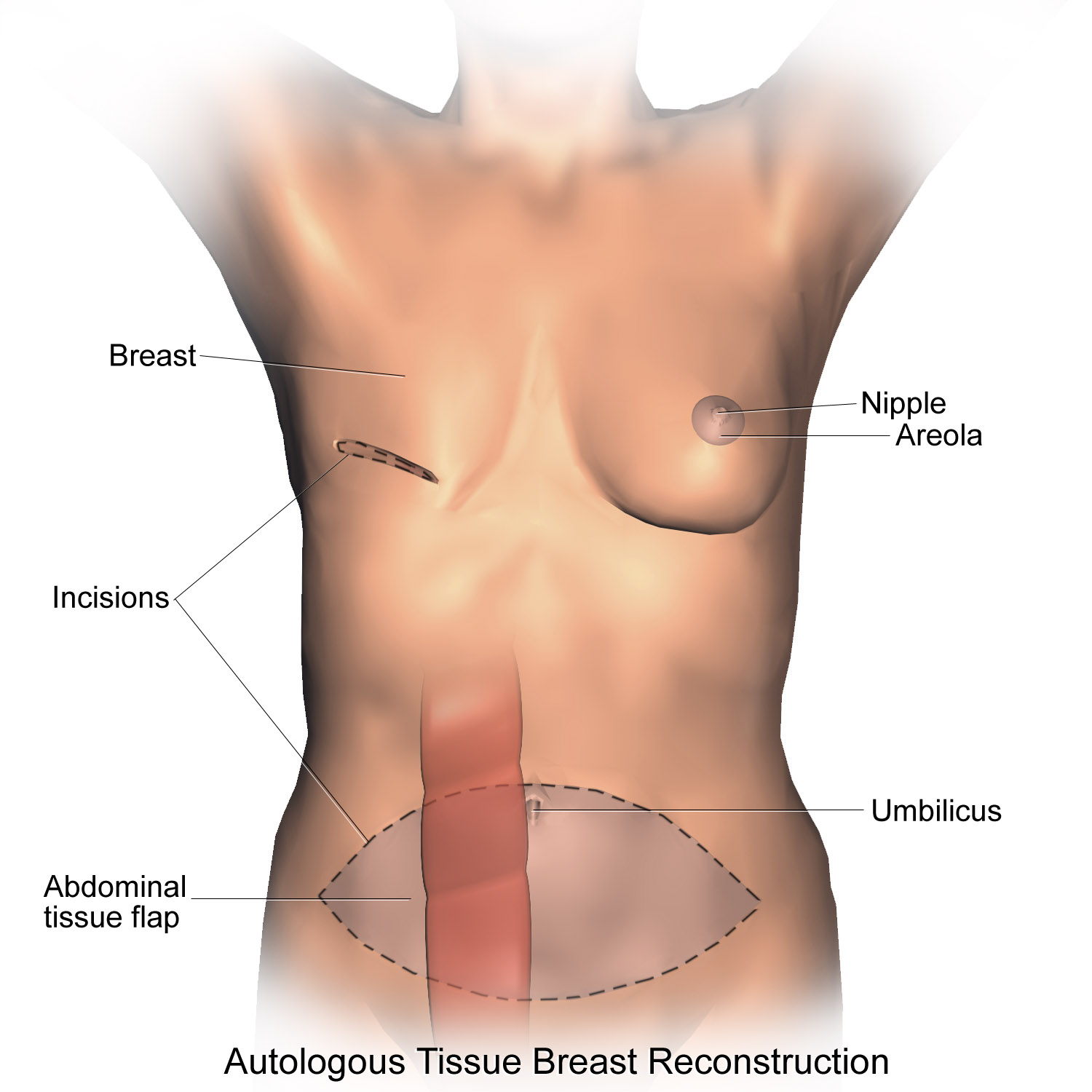
Parche transverso miocutáneo recto del abdomen (TRAM).

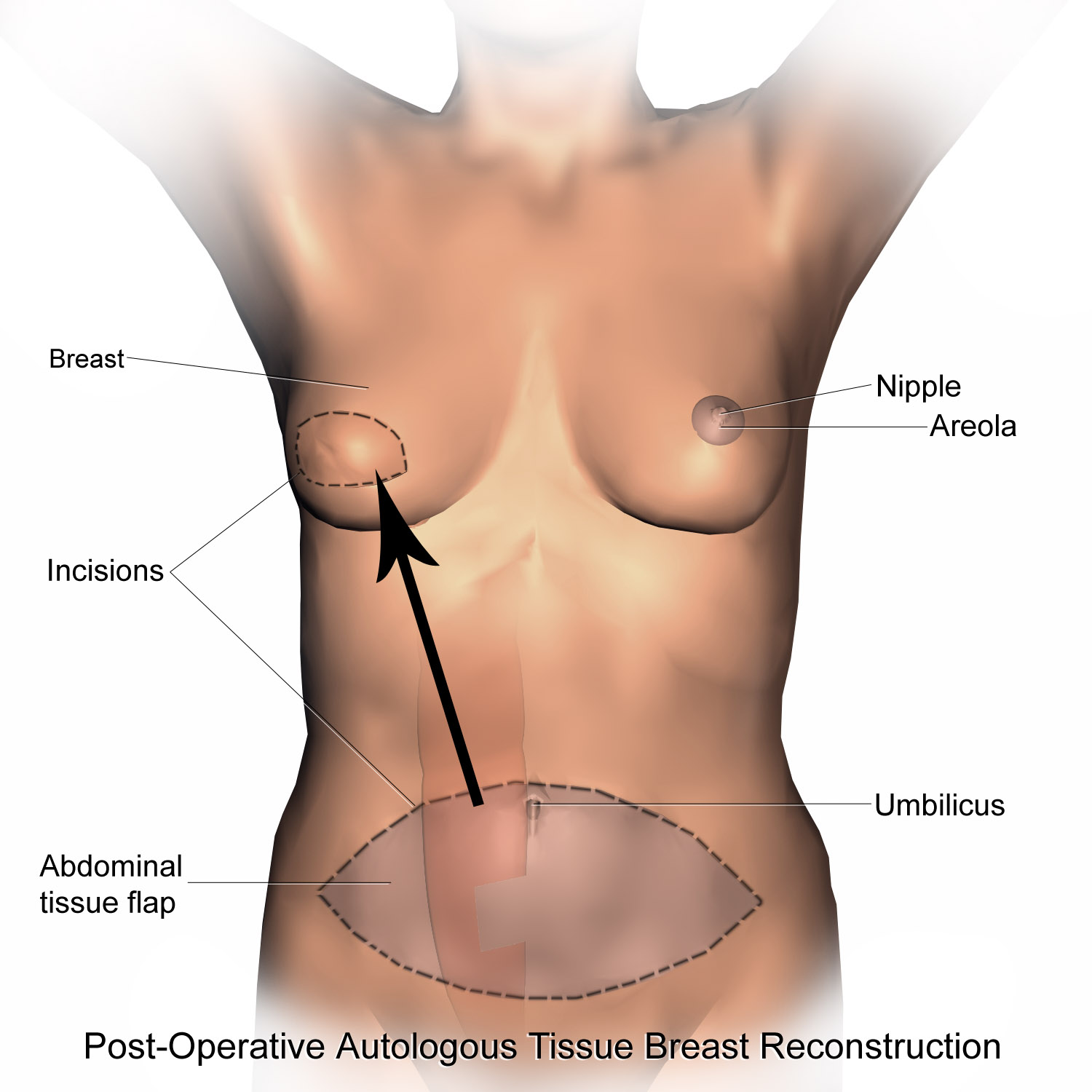
Estado postoperatorio después de la colocación de un parche transverso miocutáneo recto del abdomen (TRAM).

- La reconstrucción mamaria integral[7] es una nueva técnica pionera a nivel mundial que se basa en realizar en una misma intervención la extracción del tumor y la reconstrucción del pecho. Sus beneficios son notables debido a que la paciente no se llega a ver nunca sin la mama, por eso supone un doble avance tanto a nivel quirúrgico y psicológico.

- Parches Abdominales El parche abdominal para la reconstrucción mamaria es el parche TRAM (Parche Transversal recto del abdomen miocutáneo) o sus variantes técnicamente distintas micro vascularmente "parches perforantes" como los parches DIEP / SIEP. En un procedimiento TRAM, una porción del grupo del tejido abdominal, incluyendo la piel, los tejidos adiposos, los músculos y los tejidos conectivos de menor importancia, se toma del abdomen del paciente y se trasplanta en el sitio de mama. Tanto el TRAM y DIEP / SIEP utilizan el tejido abdominal entre el ombligo y el pubis. El parche DIEP y el parche libre TRAM requieren técnicas microquirúrgicas avanzadas y son menos comunes como resultado. Ambos pueden proporcionar suficiente tejido para reconstruir las mamas grandes. Estos procedimientos son los preferidos por algunos pacientes con cáncer de mama, ya que dan lugar a una abdominoplastia, y permiten que la mama pueda ser reconstruida con los propios tejidos en lugar de un implante. Los procedimientos del parche TRAM pueden debilitar la resistencia de la pared y el torso abdominal, pero se tolera bien en la mayoría de los pacientes. Para prevenir la debilidad muscular y hernias incisionales, la porción de la pared abdominal expuesta por la reflexión del músculo recto del abdomen puede ser reforzada por un pedazo de malla quirúrgica colocado sobre el defecto para después ser suturada en su lugar. Técnicas perforantes como la DIEP (Deep perforador epigástrico inferior) y el SIEA (superficial de la arteria epigástrica inferior) requieren disección precisa de pequeños vasos perforantes a través del músculo recto, con la ventaja de menos debilitamiento de la pared abdominal, aunque la funcionalidad el músculo recto abdominal todavía puede verse comprometida. Otros sitios de donantes de reconstrucción mamaria con tejido autólogo incluyen los glúteos (parches perforantes de la arteria glútea superior o inferior (SGAP o IGAP)). El propósito de los parches perforantes (DIEP, SIEA, SGAP, IGAP) es proporcionar la piel y la grasa suficiente para una reconstrucción estética y reducir al mínimo la morbilidad de la cosecha de los músculos subyacentes.

- Reconstrucción asistida por molde hecho usando el escaneo láser y la impresión del mismo en 3D, un molde de silicona específico del paciente puede ser utilizado como una ayuda durante la cirugía. Se utiliza como una guía para la orientación y la configuración del parche para mejorar la precisión y la simetría.[8]

## Otras Consideraciones
Para restaurar la apariencia de la mama con la reconstrucción quirúrgica, hay algunas opciones con respecto al pezón y la areola.
- Prótesis de Pezón se puede utilizar para restaurar la apariencia de la mama reconstruida. Las impresiones pueden ser hechas y las fotografías pueden ser utilizadas para reemplazar con precisión el pezón perdido con algunos tipos de mastectomías. Esto puede ser útil para restaurar el bienestar psicológico de los pacientes de cáncer de mama. El mismo proceso se puede utilizar para replicar el pezón restante en los casos de una sola mastectomía. Idealmente, una prótesis se hace alrededor del momento de la mastectomía y se puede utilizar solamente unas semanas después de la cirugía.

- La reconstrucción del pezón suele retrasarse hasta después de que se completó la reconstrucción total del pecho de modo que el posicionamiento se puede planificar con precisión. Hay varios métodos de reconstruir el complejo pezón-areolar, incluyendo:

- Aerola-Pezón injerto compuesto - si la mama contralateral no ha sido reconstruida y el pezón y la areola son suficientemente grandes, el tejido puede ser cosechado y usado para recrear el complejo areola-pezón en la parte reconstruida.

- Parches de Tejidos Locales - Colgajos de tejido locales - un pezón pueden ser creados creando un pequeño parche en la zona de destino y la producción de un montículo de piel. Para crear una areola, una incisión circular se puede hacer en torno al nuevo pezón y se sutura de nuevo. La región del pezón y la areola puede entonces ser tatuada para producir una coincidencia de color realista con la mama contralateral.

- Parches de tejido local con el uso de AlloDerm - como el anterior, un pezón pueden ser creados por un pequeño parche en la zona de destino y la producción de un montículo de piel. AlloDerm (dermis cadavéricos) pueden entonces ser insertados en el núcleo de la nueva boquilla actuando como un "puntal", que puede ayudar a mantener la proyección de la boquilla durante un período de tiempo más largo. La región del pezón y la areola puede entonces ser tatuados. Sin embargo, hay algunas cuestiones importantes en relación con el tatuado NAC que se deben considerar antes de optar por el tatuaje, como la elección de los pigmentos y los equipos utilizados para el procedimiento.

Uno de los retos en la reconstrucción mamaria es la mama reconstruida coincida con la mama madura en el otro lado (a menudo bastante caída). Esto requiere de un levantamiento (mastopexia), reducción o aumento de la otra mama

## Seguimiento y Recuperación
TRAM flap patients can show abdominal-muscle weakness on electromyogram (EMG) studies, but clinically most patients who have undergone unilateral breast reconstruction (reconstruction of one breast only) return to normal activities after recovery.
La recuperación de la reconstrucción con implantes es generalmente más rápida que con las reconstrucciones basadas en parches, pero ambas toman al menos tres a seis semanas de recuperación y ambas requieren cirugías de seguimiento con el fin de construir una nueva areola y el pezón. Todos los beneficiarios de estas operaciones deben abstenerse de deportes extenuantes, maniobras de elevación y la actividad sexual durante el período de recuperación. Los pacientes de parche TRAM pueden mostrar debilidad muscular abdominal en estudios de electromiograma (EMG), pero clínicamente la mayoría de los pacientes que han sido sometidos a reconstrucción mamaria unilateral (la reconstrucción de una mama solamente) regresan a las actividades normales después de la recuperación.
Los pacientes que han sido sometidos a reconstrucción mamaria bilateral con parches TRAM (es decir, la reconstrucción de ambas mamas) requieren sacrificio de ambos músculos rectos y tienden a tener pérdida de fuerza abdominal permanente. Por esta razón, muchos cirujanos plásticos ahora usan menos de la reconstrucción de mama bilateral con parches TRAM. Esto también explica el interés del paciente significativo en técnicas de parches perforantes como el parche DIEP que preserva la función muscular abdominal a largo plazo. Estos pacientes tienden a volver a la plena actividad después de varias semanas sin limitaciones permanentes.
Hay poca información sobre el ejercicio superior del cuerpo después de la mastectomía. Cuestiones como la mastectomía simple, la mastectomía con reconstrucción y la mastectomía con la escisión de los ganglios linfáticos y la reconstrucción todos factores en las limitaciones a su importe y el alcance de ejercicio superior del cuerpo. En general, el ejercicio cardíaco (cinta de correr, caminar, etc.) están aprobados para la rehabilitación después de la cirugía y para el control de peso.
Las mujeres que se han sometido a la reconstrucción del seno todavía deben seguir la práctica de chequeo con recurrencia local o regional de su cáncer con exámenes manuales de mamas y axilas.
El alivio más eficaz de la reconstrucción mamaria es hieloterapia, una terapia que proporciona un alivio de hematoma, dolor e hinchazón después de la cirugía sin los peligros de la congelación y la necrosis de la piel.
El uso de fajas postquirúrgicas es comúnmente recomendado por los médicos para una variedad de procedimientos quirúrgicos, incluyendo cirugías abdominales, liposucción, abdominoplastias, hernioplastias y otros. Estas prendas de compresión se utilizan con el objetivo de proporcionar soporte y compresión en la zona tratada, lo que puede ayudar a reducir la inflamación, aliviar el dolor, mejorar la circulación y acelerar la recuperación postoperatoria. Las fajas postquirúrgicas suelen ser hechas de materiales elásticos y ajustables para adaptarse a la forma del cuerpo del paciente y proporcionar la cantidad adecuada de compresión. Sin embargo, es importante seguir las recomendaciones médicas y utilizar las fajas postquirúrgicas adecuadas para cada tipo de procedimiento y paciente, ya que su uso y duración pueden variar según el caso individual. Siempre es importante consultar con el médico tratante para determinar si el uso de una faja postquirúrgica es apropiado en su caso específico.

## Contribución de cirujanos plásticos argentinos
En Argentina, dos cirujanos plásticos, Julián Fernández (Hospital de Clínicas "José de San Martín") y Enrique Gandolfo (Hospital de Oncología "Marie Curie"), contribuyeron con técnicas propias a este tipo de cirugías reconstructivas. Julián Fernández, en 1965, utilizó su colgajo dermograso abdominal con abordaje vertical; y Enrique Gandolfo, en 1982, su colgajo músculo-cutáneo de recto abdominal con abordaje horizontal.

## Imágenes adicionales

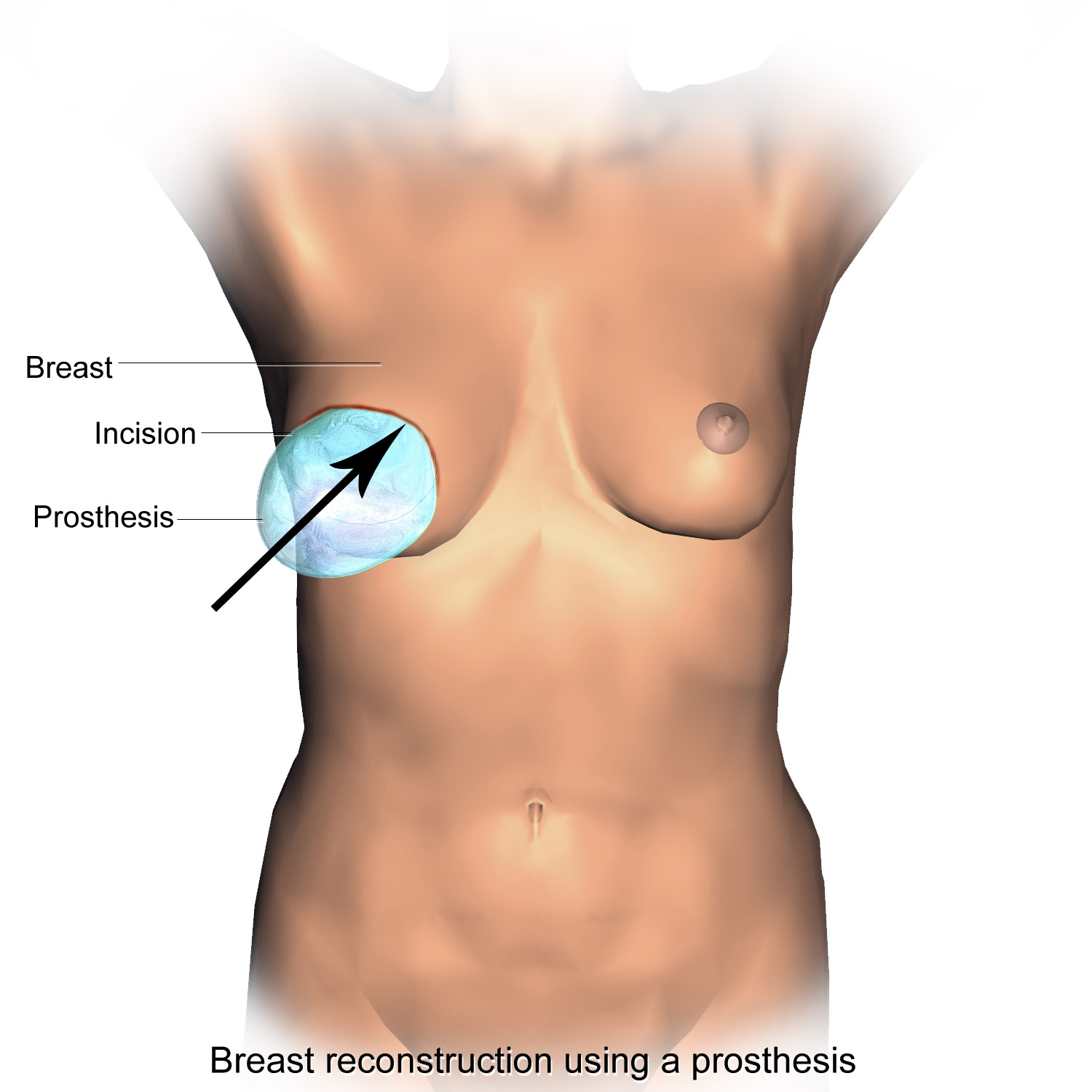
Reconstrucción de mamas mediante prótesis